# Podgrodzie (Nowe Warpno)

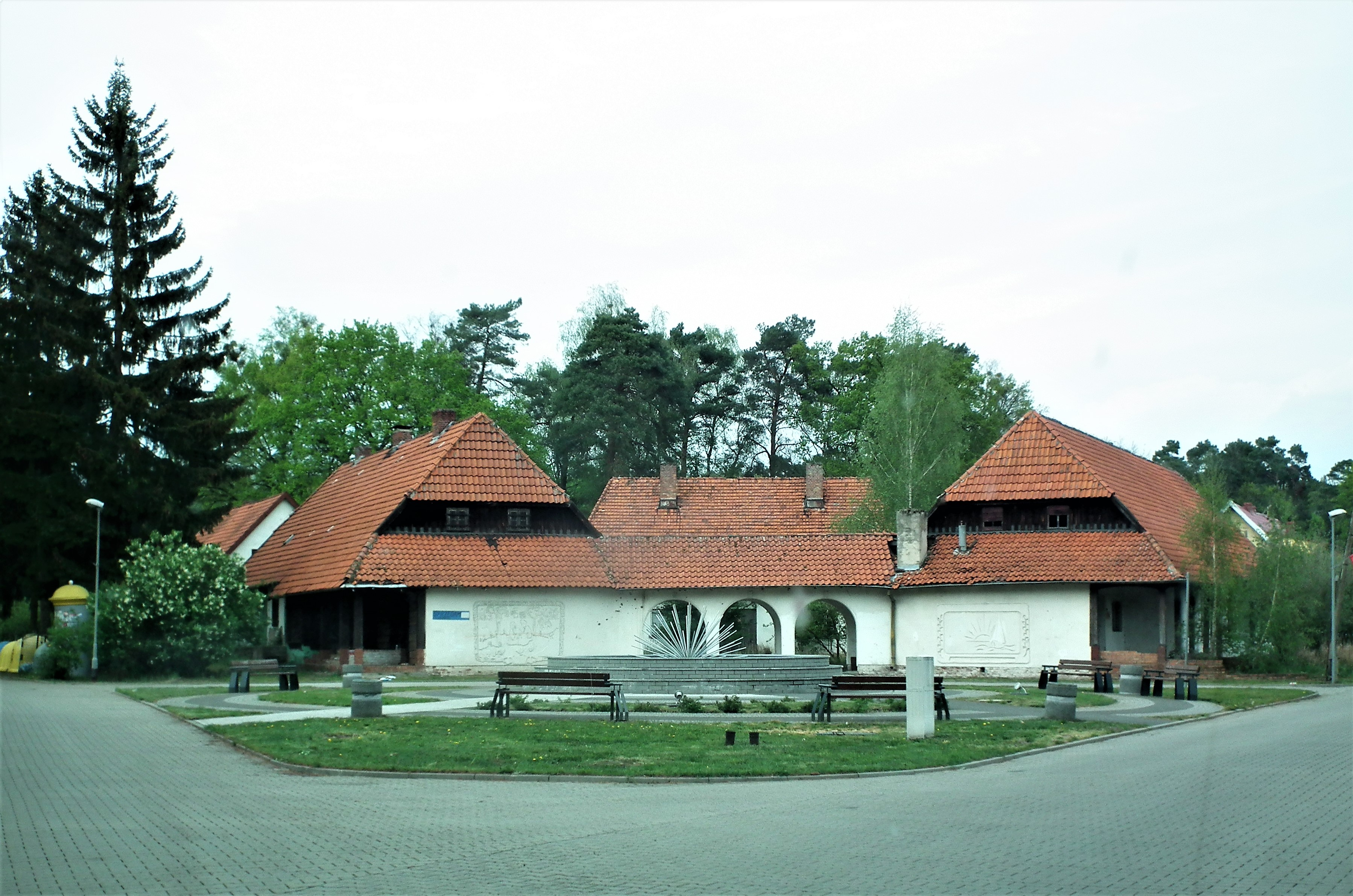
Budynek dawnej stołówki oraz kuchni z arkadowym prześwitem i płaskorzeźbami

Podgrodzie (do 1945 niem. Wendischer Berg-Altstadt) – dawna osada, obecnie dzielnica miasta Nowe Warpno położona w północno-wschodniej części miasta przy wjeździe z DW114, ok. 49 km na północ od centrum Szczecina, w województwie zachodniopomorskim, powiecie polickim. W latach 1952–1962 funkcjonowała jako ośrodek kolonijny Miasteczko Dziecięce Podgrodzie, nazywany także Republiką Dziecięcą i Rzeczpospolitą Najmłodszych. 

## Położenie
Niewielka osada wypoczynkowo-rybacka położona na niewielkim Półwyspie Grodzkim, oddzielającym Zatokę Nowowarpieńską od Zalewu Szczecińskiego. Znajduje się tutaj przystań, plaża oraz zagrody rolnicze, domy rybackie z czasów niemieckich oraz Specjalny Ośrodek Szkolno-Wychowawczy im. A. Fiedlera. Na półwyspie utworzono użytek ekologiczny „Półwysep Podgrodzie”, ok. 300 m od półwyspu znajduje się Łysa Wyspa, również część użytku ekologicznego. Wyspa znajduje się w najbliższej odległości do Niemiec (Altwarp). 
Nieopodal Podgrodzia (na wschód) położona jest nad Zalewem Szczecińskim osada Miroszewo, obecnie także część Nowego Warpna, znajduje się tam ośrodek wypoczynkowy.

## Historia
Już w średniowieczu istniał tutaj prawdopodobnie słowiański gród (Słowiańska góra, wzniesienie). Podgrodzie jako regularna osada powstała dopiero na początku XX wieku. Na początku osada typowo rolnicza, po I wojnie światowej utworzono tutaj ośrodek rehabilitacyjno-wypoczynkowy dla kombatantów, później przekształcony w sanatorium. 

### Miasteczko Dziecięce Podgrodzie

#### Powstanie ośrodka
O utworzeniu ośrodka kolonijnego na wzór obozu pionierskiego Artek na Półwyspie Krymskim zadecydował Związek Spółdzielni Przemysłowych i Rzemieślniczych w lutym 1952 roku. Według założeń, podczas jednego turnusu letniego mogło w nim przebywać 1200 dzieci znajdujących się pod opieką 200 dorosłych. Miasteczko miało również być całoroczne – poza sezonem letnim na jednym turnusie miało w nim przebywać od 300 do 500 dzieci. W ramach przygotowań ośrodka, do pełnienia nowych funkcji przystosowane zostały 82 budynki; wybudowano również m.in. stołówki, kinoteatr czy łaźnię oraz 4-kilometrową kolej wąskotorową dookoła Podgrodzia, z wykorzystaniem podkładów pochodzących z rozebranej bocznicy do Zakładu Benzyny Syntetycznej w Policach. Pierwotnie planowano ukończenie wszystkich prac na 1 maja, jednak prace toczyły się jeszcze po tym terminie, zaś datę oficjalnego otwarcia wyznaczono na 22 lipca 1952.
Otwarcie ośrodka nastąpiło wraz z początkiem pierwszego turnusu 1 lipca 1952 roku. Oficjalne uroczystości z udziałem przedstawicieli rządu miały jednak miejsce 27 lipca 1952 roku, po zakończeniu Zlotu Młodych Przodowników Budowniczych Polski Ludowej i uchwaleniu Konstytucji PRL. Pierwszym przewodniczącym Miejskiej Rady Narodowej Podgrodzia został Wiesław Prestel, I wiceprzewodniczącym – Ewa Wojciechowska, II wiceprzewodniczącym – Węgier Janos Fekete, zaś skarbnikiem – Andrzej Olszewski.
Powstanie Miasteczka Dziecięcego wiązało się również z propagowaniem ideologii stalinizmu – inicjatorzy budowy twierdzili, że dopiero demokracja ludowa umożliwiła realizację przedsięwzięcia tego typu; odwoływano się również do uczynienia troski o dziecko „jedną z głównych trosk” za sprawą działań ZSRR. Przykład kultu jednostki stanowią list Prezydium MRN do Bolesława Bieruta, a także przemówienie Wiesława Prestela podczas uroczystości otwarcia ośrodka:

Jesteśmy wdzięczni klasie robotniczej, narodowi i ukochanemu Prezydentowi Bolesławowi Bierutowi za stworzenie dzieciom Polski Ludowej wspaniałych warunków, o jakich nie mogły marzyć w kapitalistycznej Polsce

#### Organizacja Miasteczka
Do uczestnictwa w turnusach w Podgrodziu uprawnione były dzieci, których rodzice byli członkami spółdzielni wchodzących w skład CZSP lub przodownikami pracy, a także te wyróżniające się w nauce (tzw. przodownicy nauki) oraz dzieci przodowników pracy. Miasteczko odwoływało się do metod określonych przez radzieckiego pedagoga Antona Makarenkę, chociaż były również widoczne echa poglądów Janusza Korczaka pod postacią m.in. samorządu dziecięcego. Efektem był ewenement pod kątem wychowania kolonistów: w Podgrodziu połączono system rad narodowych z systemem zastępów i drużyn oraz symboliką harcerską.
Ośrodek podzielono na pięć dzielnic – w czterech z nich znajdowały się 44 budynki mieszkalne, w których podczas turnusów mieszkało do 30 dzieci wraz z opiekunem; piąta dzielnica była przeznaczona na biwaki. Koloniści z jednego budynku tworzyli drużynę, na którą składały się zastępy. Kilkanaście drużyn – w sumie ponad 300 dzieci – wchodziło w skład dzielnicy, na czele której stał kierownik. Ci z kolei byli członkami zespołu wychowawczego, której przewodził zastępca dyrektora ośrodka ds. wychowawczych.  
W Podgrodziu, obok władz podległych CZSP, funkcjonowały również władze dziecięce. W pierwszych dniach każdego turnusu swoich przedstawicieli wybierały zastępy i drużyny. Koloniści wybierali również rady czterech dzielnic podgrodzkich; z grona ich członków wyłaniano (jawnie i przez aklamację) skład Miejskiej Rady Narodowej Miasteczka Dziecięcego podczas posiedzenia wszystkich uczestników turnusu w amfiteatrze. Istniały również wydziały Rady, m.in. zdrowia, informacji czy finansowo-gospodarczy, które w 1954 roku zastąpiono komisjami, np. redakcji gazetki czy audycji radiowych.

#### Funkcjonowanie ośrodka
Uczestnicy kolonii w Podgrodziu mogli brać udział w kołach zainteresowań. Każdy z kolonistów pełnił również podczas turnusu pięć służb: pocztową, milicyjną, morską, zdrowia oraz kolejową. Miało to na celu zapoznanie z różnymi zawodami osób dorosłych.
Miasteczko było ośrodkiem zamkniętym – na jego teren nie wpuszczano osób niebędących mieszkańcami bądź pracownikami. Dotyczyło to również mieszkańców Nowego Warpna. Goście oraz członkowie rodzin mieszkańców lub pracowników musieli uzyskać zgodę dyrekcji na przybycie. Oficjalnym powodem takiej sytuacji była bliskość granicy z NRD.
Największą popularnością cieszyła się kolej wąskotorowa będąca jednocześnie symbolem Miasteczka, na której służbę uważano za największy zaszczyt. Według zasad Miasteczka można ją było pełnić tylko raz, jednak możliwe było jej ponowne wyznaczenie. Stacjonował na niej parowóz Ty1-1081 i trzy wagony pasażerskie; kursowała ona jedynie w sezonie letnim.
Ośrodek wielokrotnie gościł delegacje dziecięce z zagranicy. W latach 1952–1956 pochodziły one z Bułgarii, Chin, Czechosłowacji, Korei, NRD, Węgier i ZSRR, a także z Anglii oraz Francji.
W 1954 roku specjalna komisja CZSP stwierdziła, że w Miasteczku Dziecięcym Podgrodzie została wprowadzona pajdokracja. Było to efektem afery, która wybuchła po opublikowaniu w prasie zagranicznej relacji z ośrodka. W jednej z nich pojawiła się wypowiedź małego milicjanta, według której „przestępców” osądza sąd dziecięcy, ale w Podgrodziu nie ma więzienia, a przydałoby się. Z kolei w broszurze z 1953 roku inicjatorzy budowy ośrodka opisywali, że poza obsługą w Podgrodziu mieszkają wyłącznie dzieci, które same się obsługują, same się rządzą i same o sobie stanowią. Efektem prac komisji było „uharcerzenie” Podgrodzia, czyli wdrożenie harcerskich metod wychowawczych, za które odpowiadał Wydział Harcerski Zarządu Głównego ZMP.

#### Schyłek
Początkiem schyłku Miasteczka był wypadek, do którego doszło 14 lipca 1958 roku na Zalewie Szczecińskim. Wskutek nagłego zerwania się wiatru, dwa kajaki z 4 kolonistkami oraz wychowawcą Witoldem Rzempołuchem zostały zepchnięte na otwarte wody Zalewu. 15 lipca w okolicach Wolina znaleziono puste kajaki, zaś ok. 24 lipca ciała wszystkich zaginionych znaleziono w okolicy Kamienia Pomorskiego.
Tragedia zwróciła uwagę na przestrzeganie zasad bezpieczeństwa w Miasteczku. Jej efektem było zakazanie używania kajaków przez kogokolwiek oraz odpowiednie zabezpieczenie ich na lądzie. Podczas kąpieli jeden wychowawca mógł pilnować 15 dzieci, zaś na brzegu miał dyżurować lekarz z pielęgniarką. Przeprowadzona przez komisję z DOKP w Szczecinie kontrola techniczna kolei wąskotorowej wykazała zły stan infrastruktury – w najgorszym stanie były podkłady – co doprowadziło do zawieszenia ruchu po zakończeniu turnusów letnich w 1959 roku. Po kontroli w 1961 roku stwierdzono, że koszt modernizacji kolei jest zbyt wysoki i nie przywrócono jej funkcjonowania. Tabor stacjonował pod wiatą na przystanku Podgrodzie Aleja do początku lat 60., zaś lokomotywa Ty1 pełniła funkcję pomnika przy wjeździe do ośrodka do 1973 roku, gdy pocięto ją na złom.

### Współcześnie
W 1962 roku Podgrodzie zostało przekazane Zjednoczeniu Hutnictwa Żelaza i Stali w Katowicach, które powierzyło je pod opiekę Hucie „Szczecin”. Od tego momentu wypoczywali tu dzieci członków Zjednoczenia. Stan ten utrzymywał się do 1 września 1973 roku, gdy miejscowość została przekształcona w Państwowy Zespół Domów Młodzieżowych pod zarządem Kuratorium Okręgu Szkolnego w Szczecinie. W latach 80. pojawił się z kolei Ośrodek Szkolno-Wychowawczy im. Arkadego Fiedlera.
Od 2001 roku część nieruchomości znajduje się w rękach prywatnych. Funkcjonuje m.in. Centrum Edukacji, Integracji i Rehabilitacji „Podgrodzie”.

### Zabytki
- Kościół z 2. połowy XIX w.
- Strażnica WOP
- Stanica ZHR

## Zdjęcia

Podgrodzie (Nowe Warpno)
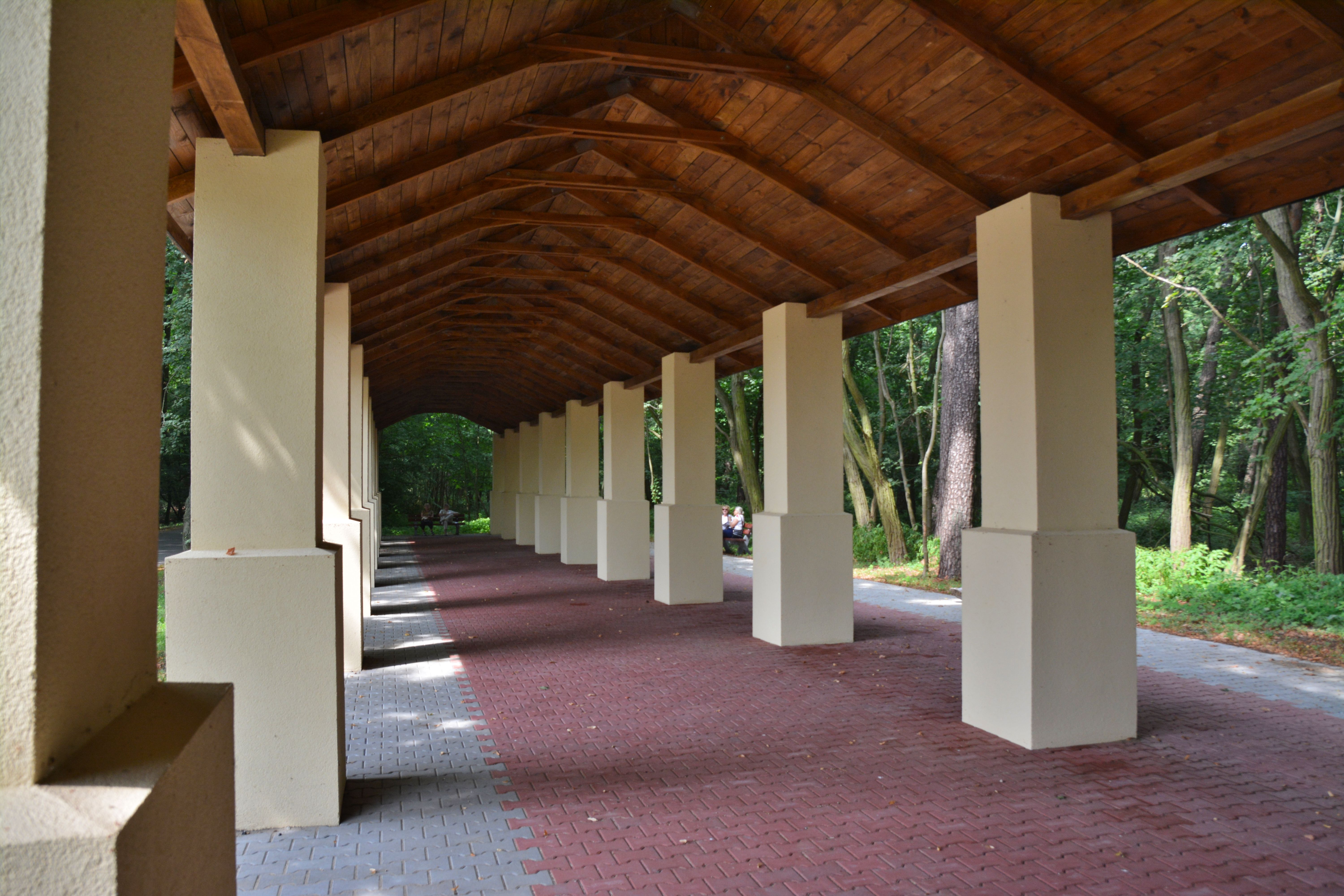
Dawny przystanek kolei wąskotorowej Podgrodzie Aleja
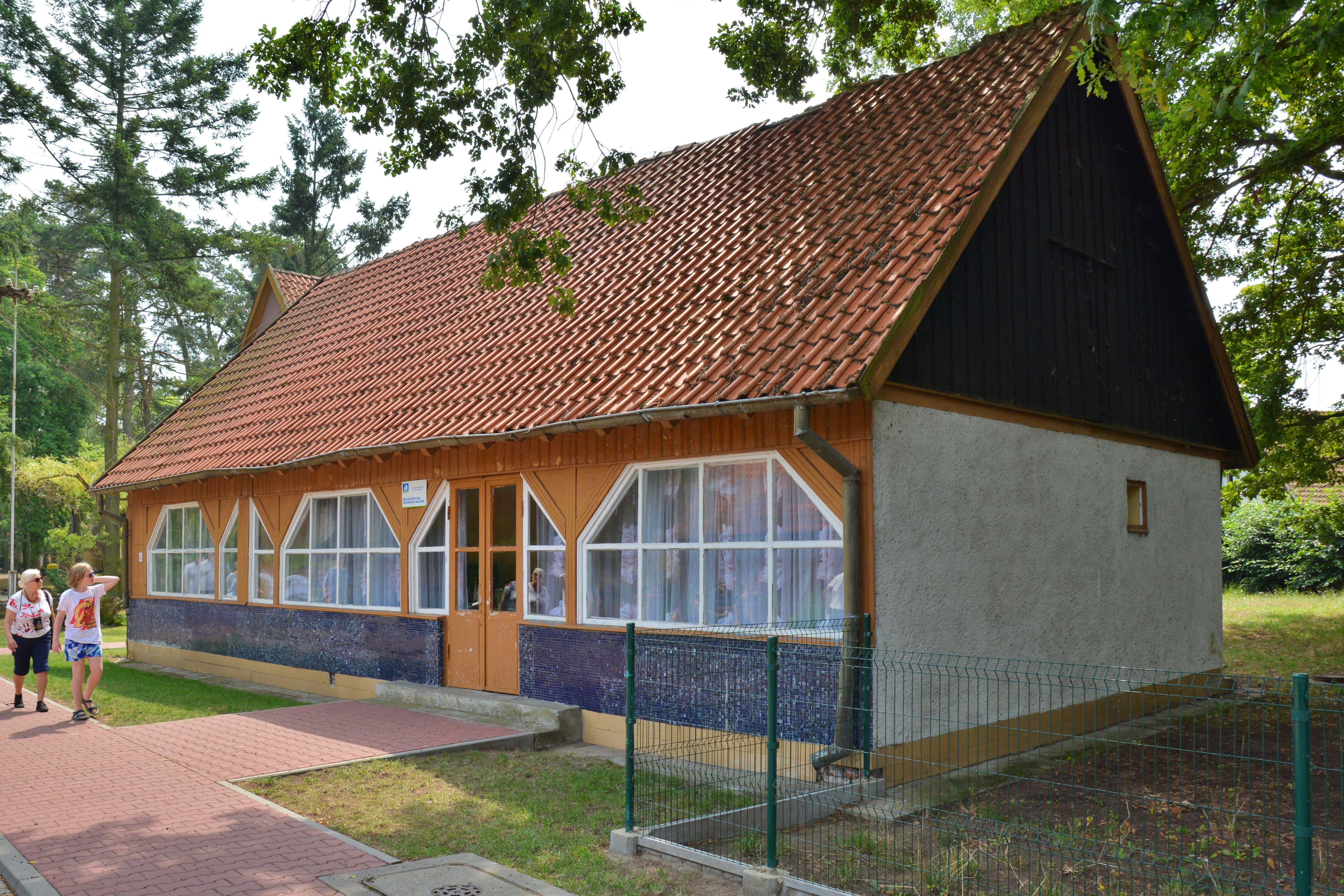
Budynek dawnej izby historii
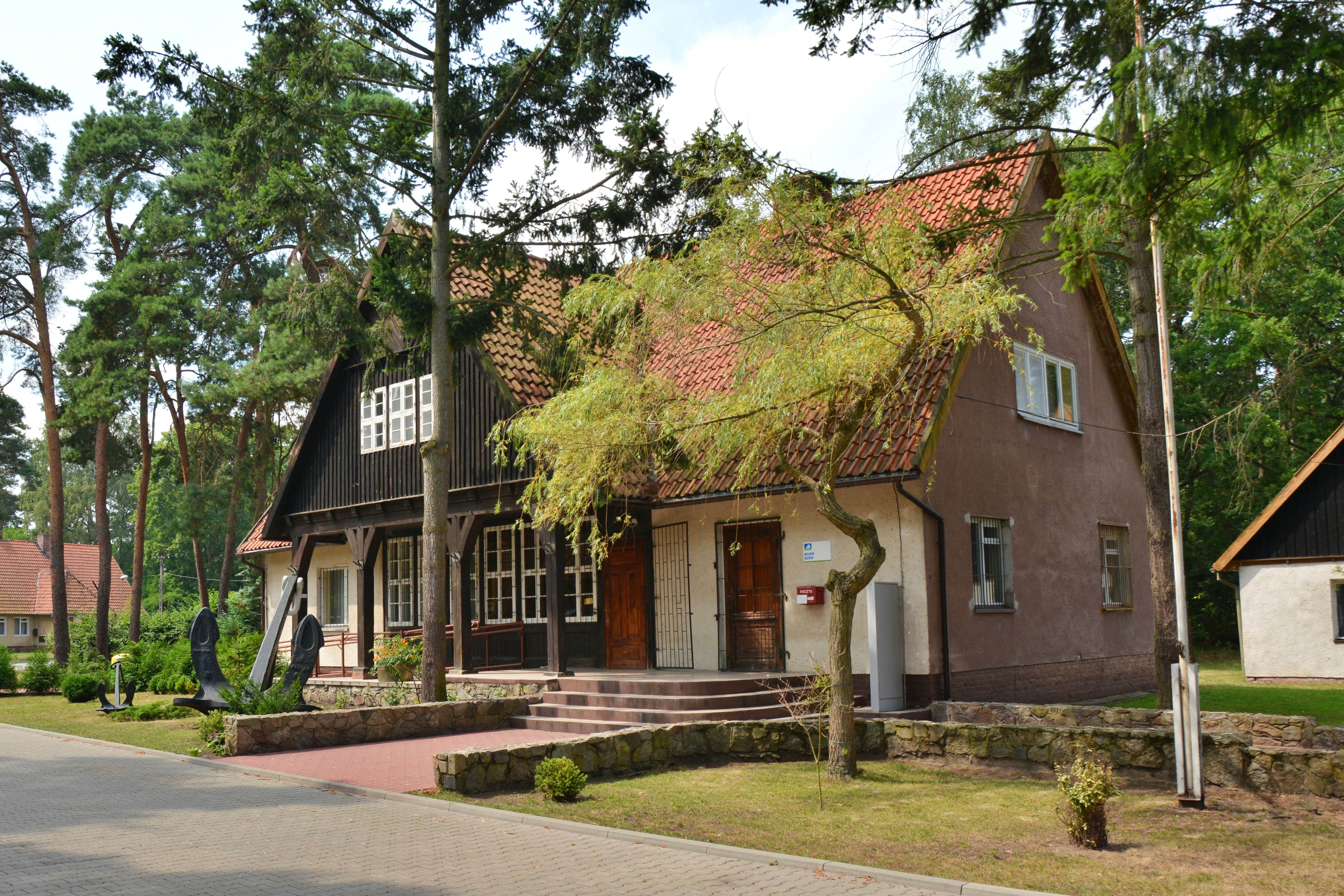
Dawny ratusz Miasteczka Dziecięcego
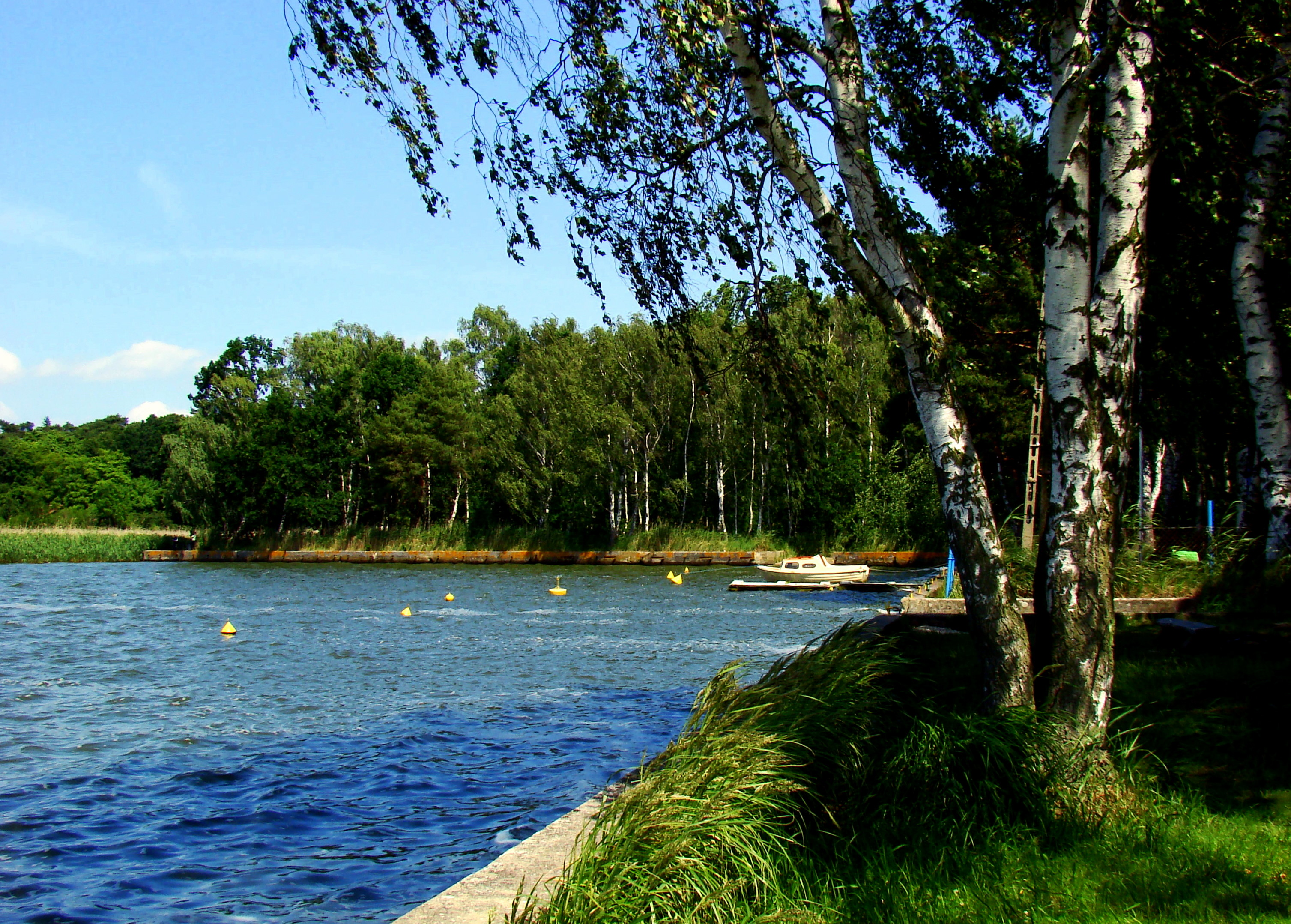
Przystań